# Le Sadique aux dents rouges
Pour plus de détails, voir Fiche technique et Distribution.
Le Sadique aux dents rouges est un film français réalisé par Jean-Louis Van Belle et sorti en 1971.

## Synopsis
Après un séjour en établissement psychiatrique, persuadé d'être un vampire, Daniel s'enferme dans ce rôle avec l'aide de son médecin qui entend étudier un tel cas. Le jeune homme devient toutefois de plus en plus violent, suscitant l'attention de la police et de la presse tandis qu'un dompteur entend le capturer afin de l'exhiber dans un cirque.

## Fiche technique
- Titre : Le Sadique aux dents rouges
- Réalisation : Jean-Louis Van Belle
- Photographie : Jacques Grévin
- Musique : Raymond Legrand
- Production : Cinévision
- Pays d'origine :  France
- Durée : 85 minutes
- Date de sortie : France - 13 janvier 1971

## Distribution
- Daniel Moosmann : Daniel
- Jane Clayton : Jane
- Albert Simono : le médecin
- Natalie Perrey